# 日本清酒
日本清酒株式会社（にっぽんせいしゅ、英: Nippon Seishu Co., Ltd.）は、北海道札幌市に本社・醸造所を置く醸造メーカー。

## 概要
1872年（明治5年）に創業した「柴田酒造店」を前身とし、1928年（昭和3年）に北海道の8社が企業合同し創立。北海道で一番古い酒蔵。キャッチコピーは「北海道 札幌の地酒」である。旭川市の高砂酒造は子会社。

## 主力商品
現在、製造・発売商品は、清酒「千歳鶴」「余市ワイン」「寿みそ」など。かつては、「サッポロサイダー」（炭酸飲料）も製造・販売。

## 沿革
- 1872年（明治 5年） - 柴田與次右衛門が札幌市中央区南1条西2丁目付近において市内で初めて酒造を始める。前身会社・柴田酒造店の創業。
- 1897年（明治30年） - 柴田酒造店を中心に、笠原、本郷、山崎、山本、三浦、中川の6酒造店が合併し、札幌酒造合名會社を設立する。
- 1924年（大正13年） - 札幌酒造合名會社から、札幌酒造株式會社に組織変更。
- 1928年（昭和 3年） - 社名を「日本清酒株式会社」に改称。また、日本清酒を中心に片岡、岡田、笠原、藤田、田中、荒井、坂井の7酒造店が合併し、統一銘柄を「千歳鶴」とする。「寿みそ」の醸造開始。
- 1944年（昭和19年） - 国からの戦時転廃の指導により、旭川工場（旭川市）を醤油醸造工場に転換。キッコーマンの協力を得て、日本醤油工業（キッコーニホン）として分離独立させる[2]。
- 1962年（昭和37年） - 札幌市琴似町（現・西区）発寒に、寿みそ・飲料水工場を竣工。
- 1974年（昭和49年） - 余市町に余市ワイン工場を竣工。「余市ワインの醸造」を開始。
- 2001年（平成13年） - 酒類卸事業から撤退。同事業を北海道アールエスリカーに譲渡。
- 2002年（平成14年） - 「千歳鶴 酒ミュージアム」を竣工。
- 2003年（平成15年） - 「千歳鶴ミュージアムANNEX」を竣工。
- 2005年（平成17年） - リキュール免許を取得し、リキュールを発売。高砂酒造（旭川市）を完全子会社とする。
- 2008年（平成20年） - 余市ワイン工場を「余市葡萄酒醸造所」に改称。
- 2021年（令和3年） - 「寿みそ」の生産を担当していた札幌市西区発寒の醸造所を閉鎖、自社生産から撤退（他社OEMによりブランドは継続）。
- 2023年（令和5年）-「四季醸造」可能な空調など冷却完備された「新蔵」が竣工。

## 所在地
本社
- 北海道札幌市中央区南3条東5丁目2

工場
- 千歳鶴醸造所 - 「千歳鶴」等の製造。

北海道札幌市中央区南3条東5丁目2番地
- 余市葡萄酒醸造所 - 「余市ワイン」の製造。

北海道余市郡余市町黒川町1318
施設
- 「千歳鶴 酒ミュージアム」

札幌市中央区南3条東5丁目2番地
- 「余市ワイナリー　レストラン・カフェ・ワインショップ」

北海道余市郡余市町黒川町1318

## 受賞歴
全国新酒鑑評会
平成14酒造年 - 29酒造年
- 「千歳鶴」金賞受賞 - 平成29年受賞

## 過去の提供番組
- JNNニュースの森（TBS・HBC、平日の全国ネット枠後半のローカルスポンサー枠で「千歳鶴」名義で提供。曜日は不明。北海道ローカル）

## CM出演者
- 水森亜土
  - 寿みそ
- 沢田雅美
  - 千歳鶴
  - ロックチトセツル
- 矢島正明
  - 千歳鶴（ナレーション）
  - 余市ワイン（ナレーション）

## 関連会社
- 高砂酒造株式会社
- 株式会社直営千歳鶴
- 株式会社千歳鶴プランニング